# بيكا بيرغ
بيكا بيرغ (بالفنلندية: Paavo Berg)‏ هو طيار بطل فنلندي، ولد في 23 نوفمبر 1911 في لاهتي في فنلندا، وتوفي في 1 نوفمبر 1941 في هانكو في فنلندا بسبب قتل في المعركة.